# Zbigniew Nowakowski (sportowiec)

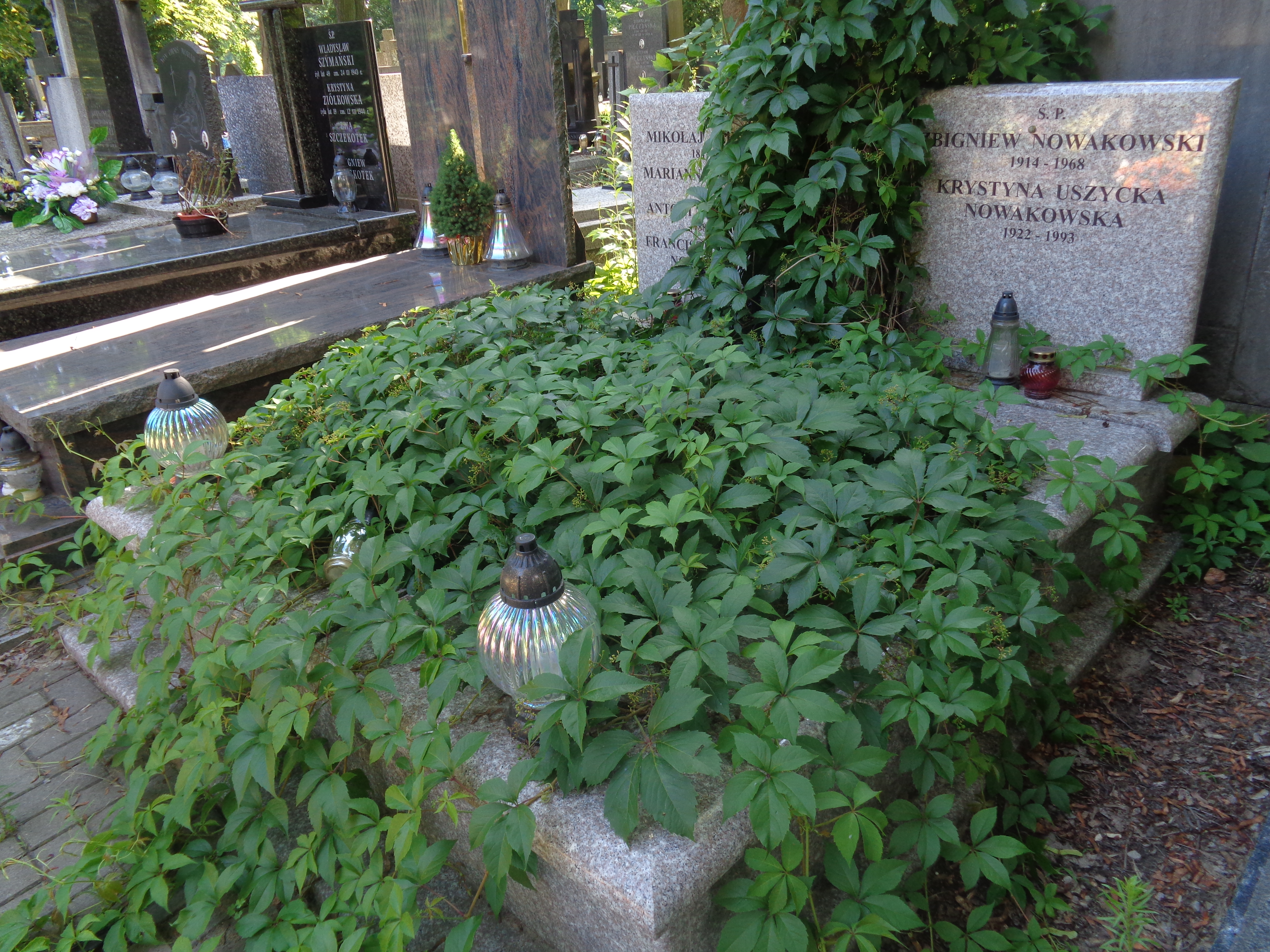
Grób Zbigniewa Nowakowskiego na cmentarzu Bródnowskim

Zbigniew Nowakowski (ur. 14 maja 1914, zm. 27 sierpnia 1968) – polski siatkarz, koszykarz, trener siatkarski, olimpijczyk z Berlina.

## Życiorys
Sportem zainteresował się podczas nauki gimnazjalnej. W 1932 został członkiem klubu AZS Warszawa. Uprawiał siatkówkę, koszykówkę i piłkę nożną. W latach 1934 i 1935 zdobył z zespołem AZS mistrzostwo, a w latach 1937 i 1938 mistrzostwo Polski w siatkówce. Był jednym z najlepszych polskich siatkarzy. W 1934 został powołany do reprezentacji na pierwszy w historii mecz reprezentacji siatkarzy. Rywalem była zagraniczna Polonia.
W latach 1935 i 1937 zdobył akademickie wicemistrzostwo świata w koszykówce. Rozegrał 4 mecze w barwach drużyny narodowej. Na igrzyskach olimpijskich w Berlinie był zawodnikiem rezerwowym koszykarskiej reprezentacji Polski. W latach okupacji hitlerowskiej przebywał w Warszawie. Uczestniczył w podziemnym życiu sportowym. W 1941, 1942 i 1943 roku z zespołem AZS Warszawa zdobył mistrzostwo Warszawy w siatkówce. Po zakończeniu wojny włączył się w odbudowę sekcji sportowych AZS. Do 1949 roku czynnie uprawiał koszykówkę i siatkówkę. Działał także jako trener siatkarski. Był działaczem zarządu głównego AZS. Zginął w wypadku samochodowym. 30 sierpnia 1968 roku pochowany na cmentarzu Bródnowskim w Warszawie (kwatera 33A-3-3). 